# Tutku Açık
Tutku Açık (Diyarbakır, 1 de septiembre de 1980) es un ex-baloncestista y entrenador de baloncesto profesional turco que actualmente dirige al Gaziantep BŞB de la Basketbol Süper Ligi. Con 1,93 metros de estatura, jugaba en la posición de base.

## Trayectoria deportiva

### Como jugador
Comenzó su andadura en el baloncesto en las categorías inferiores del Ülkerspor, club en el que debutó en el primer equipo en diciembre de 1997, con 17 años de edad, disputando minutos en apenas tres partidos esa temporada, algo que se repitió en la temporada siguiente, acudiendo al primer equipo en contadas ocasiones.
En 1999 fichó por el Mydonose Kolejliler, donde tuvo la oportunidad de jugar de forma más continuada en la primera división del baloncesto turco, promediando esa temporada 5,0 puntos y 1,6 rebotes por partido. Al año siguiente regresó al Ülkerspor, donde poco a poco se fue haciendo un hueco en el equipo, permaneciendo hasta 2005.
Ese año fichó por el Türk Telekom B.K., donde jugó cinco temporadas, ya como titular. La mejor a nivel estadístico fue la primera de ellas, en la que promedió 11,4 puntos y 3,9 asistencias por partido.
En junio de 2010 fichó por el Galatasaray, donde en su primera temporada promedió 8,2 puntos y 4,2 asistencias por partido.
En julio de 2012 fichó por el Beşiktaş, equipo con el que disputó la Euroliga 2012-13, promediando en ambas competiciones 6,8 puntos y 3,1 asistencias por partido. En agosto de 2013 fichó por el Trabzonspor B.K., equipo con el que se perdió más de media temporada por lesión, disputando únicamente 14 partidos, en los que promedió 9,8 puntos y 6,0 asistencias.
Tras un largo paréntesis debido a las lesiones, regresó a las canchas en agosto de 2016, a los 36 años de edad, fichando por el Mamak Belediye Ankara DSI de la Türkiye Basketbol 1. Ligi, la segunda categoría del baloncesto turco.

#### Selección nacional
Ha formado parte de la selección turca, con la que disputó el Europeo de 2003, en el que promedió 3,1 puntos y 1,9 asistencias por partido.

### Como entrenador
Tras acabar su etapa como jugador, en la temporada 2018-19 se convierte en asistente del Galatasaray.
En la temporada 2019-20, llega como asistente al Bursaspor de la Basketbol Süper Ligi.
En la temporada 2020-21, dirige al Bursaspor de la Basketbol Süper Ligi.
En la temporada 2021-22, firma por el Gaziantep BŞB de la Basketbol Süper Ligi, la primera división del baloncesto turco.

## Clubes

### Como jugador
- Ülkerspor (1997-1999)
- Mydonose Kolejliler (1999-2000)
- Ülkerspor (2000-2005)
- Türk Telekom B.K. (2005-2010)
- Galatasaray (2010-2012)
- Beşiktaş (2012-2013)
- Trabzonspor B.K. (2013-2014)
- Mamak Belediye Ankara DSI (2016-2017)

### Clubes como entrenador
- Galatasaray (Asistente) (2018-2019)
- Bursaspor (Asistente) (2019-2020)
- Bursaspor (2020)
- Gaziantep BŞB (2021-Actualidad)